# Санчес, Рей
Рей Франсиско Санчес Гуадалупе (исп. Rey Francisco Sánchez Guadalupe, 5 октября 1967, Рио-Пьедрас, Пуэрто-Рико) — пуэрто-риканский бейсболист, игрок инфилда. Выступал за ряд клубов Главной лиги бейсбола, большую часть карьеры провёл в составе «Чикаго Кабс».

## Биография

### Ранние годы
Рей Санчес родился 5 октября 1967 года в Рио-Пьедрас в Пуэрто-Рико. Его отец Франсиско работал программистом в компании Goodyear, мать Эмма была домохозяйкой. В возрасте семнадцати лет, Рей переехал в Калифорнию по программе обмена учащихся. Там он провёл полтора года, окончил школу Лайв-Оук в городе Морган-Хилл. В июне 1986 года на драфте Главной лиги бейсбола его в тринадцатом раунде выбрал клуб «Техас Рейнджерс».

### Начало карьеры
После подписания контракта Санчес дебютировал в профессиональном бейсболе в фарм-клубе Рейнджерс в Лиге Галф-Кост. В 1986 году он сыграл в 52 матчах на позициях игрока второй базы и шортстопа, отбивал с показателем 29,0 %. Следующий сезон Рей провёл в «Бьютт Коппер Кингз» из Лиги пионеров и «Гастонии Рейнджерс» в Южно-Атлантической лиге. После перехода в лигу уровнем выше его показатель отбивания упал с 36,5 % до 21,9 %. Сезон 1988 года он начал на том же уровне А-лиги, но уже во Флориде в составе «Порт-Шарлотт Рейнджерс». За год Санчес продемонстрировал прогресс в атакующей игре, отбивая с показателем 30,6 %, а также улучшил свою игру в защите. Это позволило ему начать следующий сезон уже в ААА-лиге в «Оклахоме-Сити». Переход снова сказался на его атакующей эффективности, показатель которой снизился до 22,4 %, но Рей продолжил совершенствоваться в защите. Этот сезон стал для него последним в системе «Техас Рейнджерс».  

### Чикаго Кабс
Третьего января 1990 года «Рейнджерс» обменяли Санчеса в «Чикаго Кабс» на Брайана Хауса. Дебютировать в новой организации ему удалось лишь через год. Сезон 1990 года он полностью пропустил из-за травмы. В следующем сезоне Рей вернулся на поле и провёл хороший чемпионат в команде ААА-лиги «Айова Кабс». В сентябре он впервые получил вызов в основной состав «Чикаго» и дебютировал в Главной лиге бейсбола, отыграв два иннинга на месте шортстопа в матче с «Сан-Франциско Джайентс». До конца регулярного чемпионата Санчес успел принять участие в тринадцати играх, выбив шесть хитов с одним RBI. 
Сезон 1992 года Рей начал в статусе запасного, но через месяц получил место в стартовом составе из-за травмы основного шортстопа команды Шона Данстона. Сам Санчес также не избежал проблем со здоровьем. Сначала он переболел ветрянкой, а концовку чемпионата пропустил из-за болей в спине. В течение следующих трёх сезонов Рей в среднем проводил по 105 матчей в год. Сначала он был запасным шортстопом, в а июне 1994 года, после завершения карьеры Райном Сандбергом, начал выходить на вторую базу. Санчес не был отличным атакующим игроком, в среднем набирая по 26 RBI за сезон, но блестяще играл в защите, за три года допустив только 31 ошибку. Зиму с 1994 на 1995 год он провёл в пуэрто-риканской лиге в составе «Сан-Хуан Сенаторз», выиграв вместе с командой Карибскую серию.
Чемпионат 1996 года сложился для Санчеса неудачно. Он получил травму запястья и пропустил шесть недель, его показатель отбивания снизился до 21,1 %. Также по ходу сезона возобновил карьеру Сандберг и Рей стал получать меньше игрового времени. В следующем сезоне он улучшил свои показатели на бите, но это был его последний год по контракту с «Кабс». В середине августа клуб обменял его в «Нью-Йорк Янкис» на питчера Фриско Паротте. В составе «Янкис» Санчес заменил травмированного Луиса Сохо и до конца сезона сыграл в 38 матчах, отбивая с эффективностью 31,2 %.  

### 1998 — 2005
Переговоры о новом соглашении с «Янкис» завершились неудачей и в январе Рей подписал годичный контракт с «Сан-Франциско Джайентс». Сезон 1998 года он закончил с показателем отбивания 28,5 % и 30 RBI, а после его окончания в клубе отказались от права на пролонгацию сделки. Санчес перешёл в «Канзас-Сити Роялс». Первый сезон в команде стал для него одним из лучших в карьере: 56 ранов и эффективность игры на бите 29,4 %. Интерес к нему появился со стороны других команд, но после двух месяцев паузы Рей решил подписать с «Канзас-Сити» двухлетний контракт. В эти два года он проявил себя как один из лучших защитников в Главной лиге бейсбола. Журналисты агентства Associated Press называли Санчеса «лучшим шортстопом лиги по игре в защите».
В июле 2001 года «Роялс» обменяли Рея в «Атланту Брэйвз», где срочно требовался игрок для замены травмированного Рафаэль Фуркаля. В качестве компенсации «Канзас-Сити» получили шортстопа Алехандро Мачадо и питчера Брэда Войлса. В составе «Брэйвз» Санчес завершил регулярный чемпионат с показателем отбивания 28,1 %. Команда вышла в плей-офф, где в Дивизионной серии выиграла у «Хьюстона», а в Чемпионской в пяти матчах проиграла «Аризоне». В играх Чемпионской серии Рей отбивал с показателем 29,4 %, одним из лучших в истории.
После завершения сезона Санчес снова стал свободным агентом. В феврале 2002 года он подписал контракт игрока младшей лиги с «Бостон Ред Сокс», но настолько сильно провёл предсезонный сбор, что выиграл борьбу за место стартового игрока второй базы у Хосе Оффермана. Чемпионат Рей провёл на высоком уровне, отбивал с показателем 28,6 % и сделал 38 ранов, несмотря на пропущенный из-за травмы ноги месяц.
В конце 2002 года Рей снова сменил команду, заключив соглашение с «Нью-Йорк Метс». Руководство клуба рассчитывало, что он закроет позицию шортстопа до того момента, как к дебюту в лиге будет готов молодой Хосе Рейес. Сам Санчес выразил готовность стать наставником для новичка, но на поле впервые появился только в июне, играл неудачно и спустя месяц был обменян в «Сиэтл Маринерс». Переход положительно сказался на его игре и во второй половине чемпионата Рей отбивал с эффективностью 29,4 %. После его окончания он снова стал свободным агентом и в декабре подписал контракт с девятым клубом в своей карьере — «Тампой-Бэй Девил Рейс». Чемпионат 2004 года Санчес отыграл с показателем отбивания 24,6 %, отметившись по его ходу инсайд-парк-хоум-раном. Следующий сезон стал для него последним в карьере. Рей заключил однолетнее соглашение с «Янкис», но провёл за команду только 23 игры, завершив выступления из-за проблем с шеей.

### После завершения карьеры
Закончив играть, Санчес в течение двух лет работал тренером команды «Маягуэс Индианс», играющей в Зимней лиге Пуэрто-Рико. По состоянию на 2016 год он проживал в Лас-Вегасе на пенсию, получаемую от Главной лиги бейсбола.